# Festa de la Mitja Tardor
La Festa de la Mitja Tardor és una festa celebrada pels vietnamites i els xinesos. La celebració gira al voltant de la Lluna i les collites. Se celebra el 15 del vuitè mes lunar del Calendari xinès, el qual coincideix en la fase lunar de la lluna plena. En el calendari gregorià sol coincidir pel mes d'octubre.

## Altres noms
A la Xina se la coneix com a la Festa de la Lluna o Festa Lunar.
Al Vietnam, se la coneix com a Tết Trung Thu.

## Història
A la Xina la primera descripció apareix als Rites de Zhou, uns textos de la dinastia Zhou Occidental.
La primera celebració a la Xina fou a principis de la dinastia Tang.
El govern xinès va incloure la festa a la llista de patrimoni cultural intangible el 2006 i el 2008 la va establir festa pública.
Segons una llegenda els pastissos de lluna, element de la festa xinesa i vietnamita, van ser creats el segle xiv perquè la gent intercanviava coquetes servides entre papers que tenien el missatge escrit: "Mateu als mongols el quinzè dia del vuitè mes", que es creia que era un missatge enviat pel líder rebel Zhu Yuanzhang per acabar amb la dinastia Yuan.
Duran la Revolució Cultural els pastissos de lluna foren prohibits.

## Elements de la celebració

### Filipines
A les Filipines, els filipins xinesos celebren la tarda i intercanvien pastissets de lluna amb els amics filipins, familiars i veïns. Juguen al joc d'atzar Pua Tiong Chiu (que significa "apostes de la mitja tardor" o "joc de daus de la mitja tardor" en hokkien filipí), tant els filipins com els filipinoxinesos.

### Taiwan
A Taiwan, la celebració són vacances. Es fan barbacoes a l'aire lliure, cosa que s'ha fet popular com a reunió entre amics i familiars. El 2016, Taipei designà 15 parcs riberencs per a acomodar barbacoes a l'aire lliure per al públic.

### Vietnam
Els nens solen eixir pel carrer amb fanalets encesos en forma de lluna que representen la llum lunar. També porten màscares que representen la lluna i el porc, les quals antigament se les fabricaven els nens mentre hui en dia les compren. Si tenen l'oportunitat i volen, naveguen al llac Hoam Kiem i solten vaixells menuts.
Durant les festes són característics els ballarins disfressats d'unicorn que es mouen pels carrers fent esses acompanyats de tambors i platerets. Aquesta tradició és d'origen xinès.
Durant el Trung Thu hi ha una reunió familiar on els pares obsequien als fills amb menjars:
- Pastissets de lluna:[5] Estan farcits de sucre amb carn o ou. Hi ha dos varietats tradicionals: bánh deo, el qual no es cou al forn i és enganxós, o bánh nuong, cuinat al forn i de color castany)[10].
- Altres.[5]

Es recorda als familiars difunts resant per ells i encenent encens i diners falsos. Els diners falsos representen la bona sort que al cremar s'eleva cap als esperits dels difunts.

### República Popular de la Xina

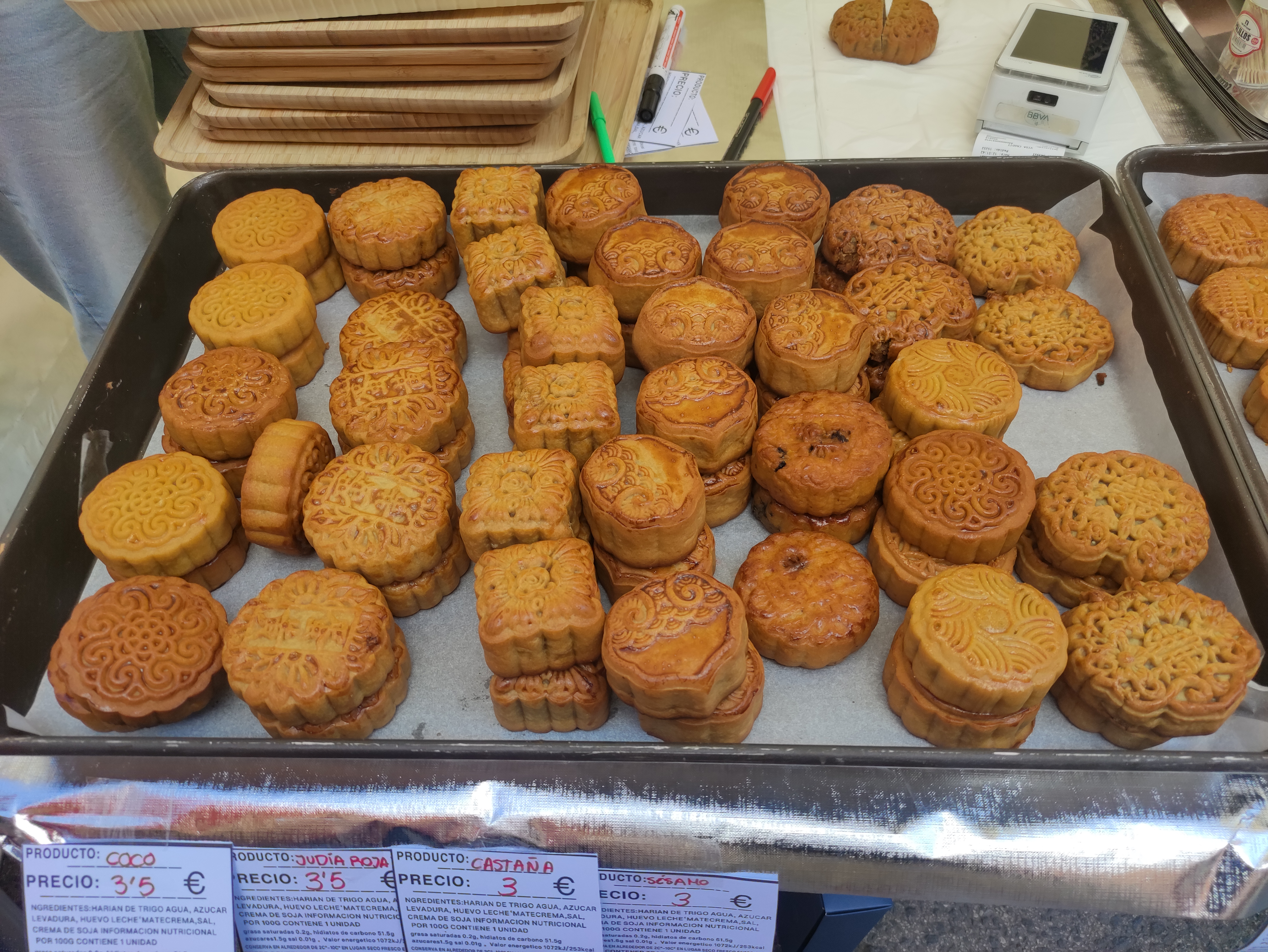
Pastissets de la Lluna, a la Ciutat de València.

Als temps passats s'oferia licor, fruita i snacks a la lluna deixant-los fora de casa en agraïment per les collites. "Les dones muntaven un altar a la tomba dels seus familiars difunts utilitzant estàtues del conill lunar, melons i magranes, que simbolitzaven la fertilitat i tretze pastissets de lluna que representen els tretze mesos del calendari lunar xinès". Després de rendir culte a la deessa lunar menjaven els pastissets de lluna.
Hui en dia es caracteritza pels:
- Pastissos de lluna: Les seues característiques varien segons la regió, sent la forma general rodona (com a símbol de reunió), diàmetre de pocs centímetres i una pasta de llavors de lotus, anous, fruits secs, mongetes dolces o altres ingredients.[4]
- Senyor Conill (en xinès Tu'er Ye): icona tradicional. Consisteix en un cos humà amb boca i orelles de conill. Beijing modernitzà la imatge el 2011 fent-lo l'ambaixador de la festa.
- Trobar parella sentimental: Segons la creença en una deessa lunar afavoridora en fer trobar parella, en algunes parts de la Xina els homes i dones solteres fan mascarades per a trobar parella. D'una en una les dones tiren animades mocadors a la multitud de manera que l'home que agafa i retorna el mocador té una oportunitat de tindre un romanç.
- Fanals i danses de drac: es realitzen principalment a la Província de Guangdong i a Hong Kong.